# پرستوهای عاشق (فیلم ۱۳۵۶)
پرستوهای عاشق فیلمی به کارگردانی فریدون ریاحی و نویسندگی بهمن زرین‌پور ساختهٔ سال ۱۳۵۶ است.

## خلاصه داستان
عباس و برادرش جمال در همسایگی حاج مصطفی زندگی می‌کنند، که دختر جوانی به نام لیلا دارد...

## بازیگران
- وفا
- لیلا فروهر
- نسرین قدیری
- جمال وفایی
- جمشید مهرداد
- اشرف ساغر